# Bourg-Lastic
Bourg-Lastic (/buʁ.las.tik/) est une commune française située dans le département du Puy-de-Dôme, en région Auvergne-Rhône-Alpes.

## Géographie

### Localisation
Bourg-Lastic est située à l'ouest du département du Puy-de-Dôme. Elle est entourée par six communes, dont trois dans le département voisin de la Corrèze :
| Feyt (Corrèze) Laroche-près-Feyt (Corrèze) | Saint-Germain-près-Herment Lastic |               |
| Monestier-Merlines (Corrèze)               | Bourg-Lastic                      | Saint-Sulpice |
|                                            | Messeix                           |               |

Elle possède une enclave autour du hameau de Fougère. Cette enclave est entourée par les territoires des communes de Saint-Sulpice au sud, de Briffons au nord-est et de Lastic au nord-ouest.

### Hydrographie
La commune est arrosée par deux affluents du Chavanon, le ruisseau de Cornes et la Clidane qui sert de limite naturelle au territoire communal, le séparant au sud de celui de Messeix sur environ neuf kilomètres.

### Voies de communication et transports

#### Voies routières
Bourg-Lastic est située au croisement de deux anciennes routes nationales :
- la RN 89 (actuelle RD 2089) en direction d'Ussel à l'ouest et de Clermont-Ferrand à l'est ;
- la RN 687 (actuelle RD 987) en direction de Pontaumur au nord et de Tauves au sud.

La commune est également traversée par l'autoroute A89. Un ouvrage d'art, le viaduc de la Clidane, est situé sur les communes de Bourg-Lastic et de Messeix lorsque l'autoroute franchit la Clidane. Les échangeurs les plus proches sont le 24 (Ussel-Est) à l'ouest et le 25 (Saint-Julien-Sancy) à l'est.

#### Transports ferroviaires
La gare de Bourg-Lastic - Messeix est située sur la commune de Messeix. Elle est située sur la ligne d'Eygurande - Merlines à Clermont-Ferrand mais plus aucun train ne circule entre les gares de Laqueuille et d'Ussel depuis le 6 juillet 2014. Pour permettre le maintien des circulations ferroviaires entre Laqueuille et Eygurande, 21 000 traverses auraient dû être remplacées, pour un coût de sept millions d'euros qui auraient été financés par RFF, l'État et les régions Limousin et Auvergne, mais cette dernière refusant, la fermeture de la ligne devient inéluctable. En conséquence, plus aucun train ne circule entre Eygurande - Merlines et Ussel, sur la ligne du Palais à Eygurande - Merlines, le parcours s'effectuant en intégralité par autocar entre Clermont-Ferrand et Ussel.

### Climat
Pour des articles plus généraux, voir Climat d'Auvergne-Rhône-Alpes et Climat du Puy-de-Dôme.
En 2010, le climat de la commune est de type climat de montagne, selon une étude du Centre national de la recherche scientifique s'appuyant sur une série de données couvrant la période 1971-2000. En 2020, Météo-France publie une typologie des climats de la France métropolitaine dans laquelle la commune est exposée à un climat de montagne ou de marges de montagne et est dans la région climatique  Ouest et nord-ouest du Massif Central, caractérisée par une pluviométrie annuelle de 900 à 1 500 mm, maximale en automne et en hiver. 
Pour la période 1971-2000, la température annuelle moyenne est de 8,9 °C, avec une amplitude thermique annuelle de 14,9 °C. Le cumul annuel moyen de précipitations est de 1 118 mm, avec 13,3 jours de précipitations en janvier et 8,5 jours en juillet. Pour la période 1991-2020, la température moyenne annuelle observée sur la station météorologique de Météo-France la plus proche, « Saint-Sulpice », sur la commune de Saint-Sulpice à 5 km à vol d'oiseau, est de 9,4 °C et le cumul annuel moyen de précipitations est de 1 001,7 mm,. Pour l'avenir, les paramètres climatiques de la commune estimés pour 2050 selon différents scénarios d'émission de gaz à effet de serre sont consultables sur un site dédié publié par Météo-France en novembre 2022.

## Urbanisme

### Typologie
Au 1er janvier 2024, Bourg-Lastic est catégorisée commune rurale à habitat dispersé, selon la nouvelle grille communale de densité à sept niveaux définie par l'Insee en 2022.
Elle est située hors unité urbaine et hors attraction des villes,.

### Occupation des sols
L'occupation des sols de la commune, telle qu'elle ressort de la base de données européenne d’occupation biophysique des sols Corine Land Cover (CLC), est marquée par l'importance des forêts et milieux semi-naturels (54,5 % en 2018), en diminution par rapport à 1990 (55,4 %). La répartition détaillée en 2018 est la suivante : forêts (53,3 %), prairies (23,5 %), zones agricoles hétérogènes (19,8 %), zones urbanisées (2,2 %), milieux à végétation arbustive et/ou herbacée (1,2 %). L'évolution de l’occupation des sols de la commune et de ses infrastructures peut être observée sur les différentes représentations cartographiques du territoire : la carte de Cassini (XVIIIe siècle), la carte d'état-major (1820-1866) et les cartes ou photos aériennes de l'IGN pour la période actuelle (1950 à aujourd'hui).

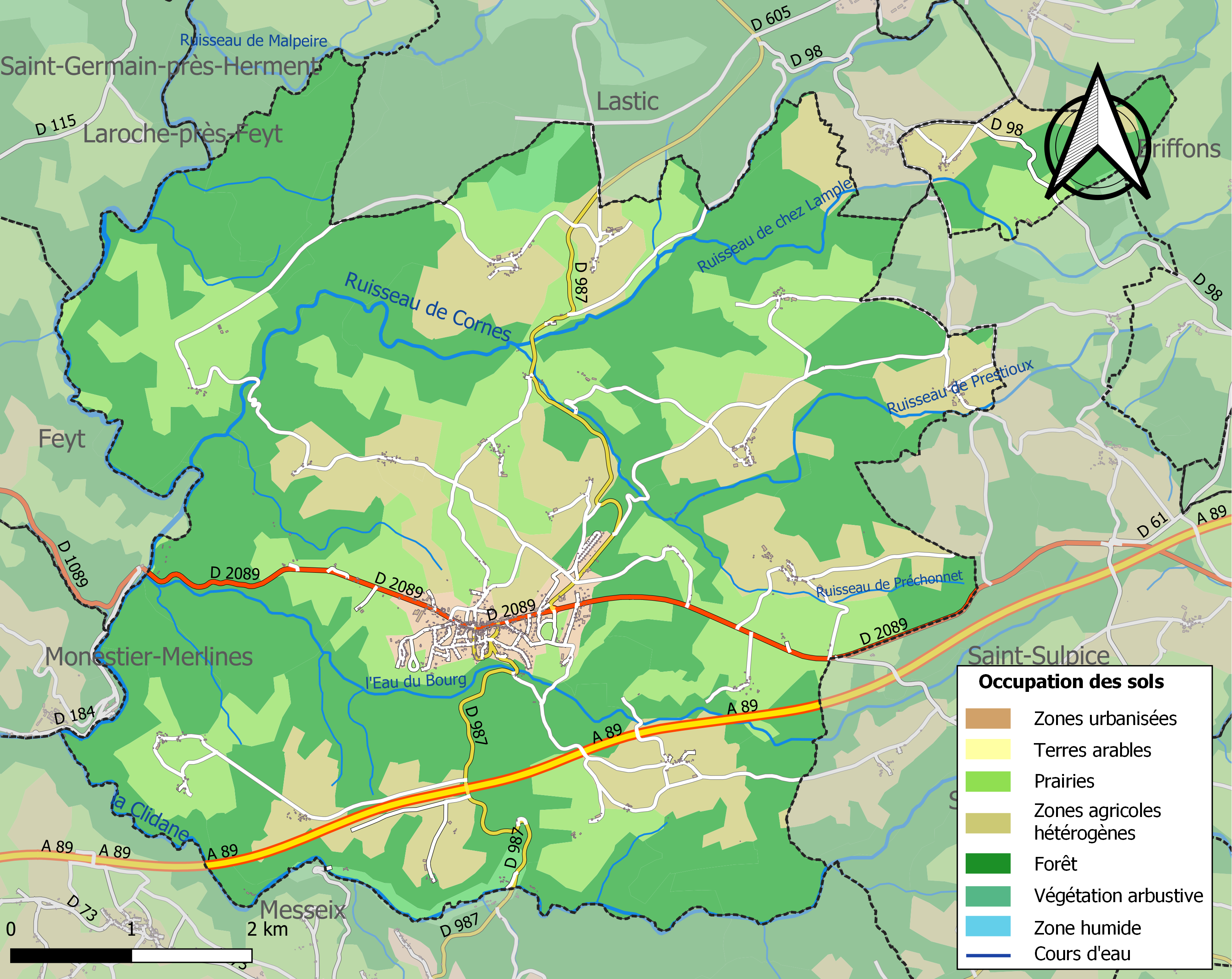
Carte des infrastructures et de l'occupation des sols de la commune en 2018 (CLC).

## Histoire
Une embuscade le 7 juillet 1944 menée conjointement par la Résistance corrézienne et les FFI de la zone 3 du Puy-de-Dôme peu après le pont du Chavanon fait 22 (ou 23) morts dans les rangs d'un convoi du 95ème régiment de sécurité (colonne de ravitaillement de la Wehrmacht) se rendant de Clermont-Ferrand à Ussel, dont un officier.
En représailles de cette attaque, après une semaine d'enquêtes et d'interrogatoires, le 15 juillet 1944, 23 otages dont le maire de Bourg-Lastic, Pierre Chassagny infirme et âgé de 73 ans, sont fusillés au camp militaire de Bourg-Lastic. Mis à part le maire, complice actif de la Résistance locale, ainsi que quatre autres otages dont le manque d'information ne permet pas de conclure (l'un d'entre eux est notamment toujours non identifié), tous les otages fusillés le 15 juillet 1944 étaient des combattants de la Résistance. En préalable, un premier habitant de Bourg-Lastic avait été exécuté sommairement le 9 juillet après que les troupes de répressions allemandes aient cerné le village.
Le 1er août 1944, 6 résistants des maquis de Corrèze, faits préalablement prisonniers par la brigade Jesser à Meymac et Neuvic, dont Georges Monéger, sont fusillés dans la sapinière sur la route de Messeix (RN 687 d'alors).
À la fin de la guerre d'Algérie, à l'été 1962 et pendant tout l'hiver 1962, 4 945 harkis et leurs familles sont logés sous des tentes de l'armée au camp militaire de Bourg-Lastic. Un petit cimetière dans les bois accueille les tombes de onze très jeunes enfants de harkis morts sur place et une stèle dédiée « aux enfants de harkis morts au camp de Bourg-Lastic » porte un verset du Coran[réf. incomplète].
Le 3 août 1989, 335 réfugiés kurdes irakiens arrivent de Turquie et sont pris en charge à la demande de la fondation France Libertés. Ils sont installés dans des villages d'Auvergne. Cette opération fait suite à la visite en mai 1989 de l'épouse du président de la République Danielle Mitterrand dans les territoires kurdes de la Turquie.

## Héraldique
| Blason de Bourg-Lastic | Blason  | Parti, au premier d'or au loup ravissant de sable armé et lampassé de gueules, au second de gueules à trois chevrons d'or. |
| Blason de Bourg-Lastic | Détails | Le statut officiel du blason reste à déterminer.                                                                           |

## Politique et administration

### Découpage territorial
La commune de Bourg-Lastic est membre de la communauté de communes Chavanon Combrailles et Volcans, un établissement public de coopération intercommunale (EPCI) à fiscalité propre créé le 1er janvier 2017 dont le siège est à Pontaumur. Ce dernier est par ailleurs membre d'autres groupements intercommunaux. Jusqu'en 2016, elle faisait partie de la communauté de communes Sioulet-Chavanon dont elle était le siège.
Sur le plan administratif, elle est rattachée à l'arrondissement de Riom depuis 2017, à la circonscription administrative de l'État du Puy-de-Dôme et à la région Auvergne-Rhône-Alpes. Avant mars 2015, elle était chef-lieu de canton.
Sur le plan électoral, elle dépend du canton de Saint-Ours pour l'élection des conseillers départementaux, depuis le redécoupage cantonal de 2014 entré en vigueur en 2015, et de la deuxième circonscription du Puy-de-Dôme pour les élections législatives, depuis le dernier découpage électoral de 2010 (troisième circonscription avant 2010).

### Élections municipales et communautaires

#### Élections de 2020
Le conseil municipal de Bourg-Lastic, commune de moins de 1 000 habitants, est élu au scrutin majoritaire plurinominal à deux tours avec candidatures isolées ou groupées et possibilité de panachage. Compte tenu de la population communale, le nombre de sièges à pourvoir lors des élections municipales de 2020 est de 15. La totalité des candidats en lice est élue au premier tour, le 15 mars 2020, avec un taux de participation de 55,14 %.

#### Chronologie des maires
| Période                                  | Période                    | Identité             | Étiquette | Qualité                                       |
| ---------------------------------------- | -------------------------- | -------------------- | --------- | --------------------------------------------- |
| Les données manquantes sont à compléter. |                            |                      |           |                                               |
| 1938                                     | 15 juillet 1944            | Pierre Chassagny     |           | Commerçant                                    |
| mai 1945                                 | mars 1971                  | Dr Willy Mabrut      | SFIO      | Médecin, ancien Résistant, Conseiller general |
| mars 1971                                | mars 1977                  | Marius Faure         | Droite    | Industriel                                    |
| mars 1977                                | mars 2001                  | Roger Béraud         | PS        | Entrepreneur                                  |
| mars 2001                                | mars 2008                  | Armand Blanchet      | Droite    | Ouvrier, Conseiller general                   |
| mars 2008                                | mars 2014                  | Gilles Bellaigue     | PS        | Commerçant                                    |
| mars 2014 (réélu en 2020)                | En cours (au 27 août 2021) | Jean-François Bizet, |           | Retraité                                      |

## Population et société

### Démographie
L'évolution du nombre d'habitants est connue à travers les recensements de la population effectués dans la commune depuis 1793. Pour les communes de moins de 10 000 habitants, une enquête de recensement portant sur toute la population est réalisée tous les cinq ans, les populations de référence des années intermédiaires étant quant à elles estimées par interpolation ou extrapolation. Pour la commune, le premier recensement exhaustif entrant dans le cadre du nouveau dispositif a été réalisé en 2006.

En 2022, la commune comptait 873 habitants, en évolution de −0,46 % par rapport à 2016 (Puy-de-Dôme : +2,1 %, France hors Mayotte : +2,11 %).
| 1793  | 1800  | 1806  | 1821  | 1831  | 1836  | 1841  | 1846  | 1851  |
| ----- | ----- | ----- | ----- | ----- | ----- | ----- | ----- | ----- |
| 2 065 | 2 133 | 2 088 | 2 300 | 2 707 | 2 608 | 2 759 | 2 814 | 2 404 |

| 1856  | 1861  | 1866  | 1872  | 1876  | 1881  | 1886  | 1891  | 1896  |
| ----- | ----- | ----- | ----- | ----- | ----- | ----- | ----- | ----- |
| 2 512 | 2 579 | 2 599 | 1 740 | 1 743 | 1 601 | 1 573 | 1 612 | 1 558 |

| 1901  | 1906  | 1911  | 1921  | 1926  | 1931  | 1936  | 1946  | 1954  |
| ----- | ----- | ----- | ----- | ----- | ----- | ----- | ----- | ----- |
| 1 582 | 1 571 | 1 650 | 1 545 | 1 465 | 1 361 | 1 447 | 1 221 | 1 273 |

| 1962  | 1968  | 1975  | 1982  | 1990  | 1999  | 2006 | 2011 | 2016 |
| ----- | ----- | ----- | ----- | ----- | ----- | ---- | ---- | ---- |
| 1 310 | 1 339 | 1 168 | 1 191 | 1 069 | 1 009 | 957  | 899  | 877  |

| 2021 | 2022 | - | - | - | - | - | - | - |
| ---- | ---- | - | - | - | - | - | - | - |
| 870  | 873  | - | - | - | - | - | - | - |

### Enseignement
Bourg-Lastic dépend de l'académie de Clermont-Ferrand. Elle gère une école élémentaire publique dirigée par Mme Plantade ; le département du Puy-de-Dôme gère le collège Willy-Mabrut dirigé par Mr Cohade.

## Culture locale et patrimoine

### Lieux et monuments
- Église romane Saint-Fergheon, du XIIe siècle.
- Monument des fusillés dans le bois dit des Sapins. Il existe un autre monument de fusillés sur la route de Clermont dans la commune voisine de Saint-Sulpice.
- Monument des fusillés au camp militaire de Bourg-Lastic à la suite de la rafle du 15 juillet 1944.
- Camp de harkis.
- Viaduc de la Clidane.

### Personnalités liées à la commune
- Alyre-Joseph-Gilbert de Langheac (1735-1790), homme politique né à Bourg-Lastic, député de la noblesse aux États généraux de 1789
- Gilbert-Roger Fayard, né le 8 mai 1900 à Bourg-Lastic et mort en 1996. Durant la Résistance, il est, sous le nom de Colonel Mortier, chef d'état-major des maquis d'Auvergne. Général commandant l'École spéciale militaire de Saint-Cyr en 1952, commandant la 11e DI puis la 15e DIM, il est aussi inspecteur général des réserves de l'armée de terre. Son fils, le lieutenant Jacques Fayard, capturé par la Gestapo à Vichy, est mort en déportation en Allemagne en avril 1945.
- Georges Monéger (1920-1944), alias Jo, Chef du Maquis de Neuvic, Compagnon de la Libération, y fut fusillé le 1er août 1944.
- Michel Chassagny (né en 1865 à Bourg-Lastic / mort en 1918) : inspecteur de l'académie de Paris.
- Marcel Georges Chassagny (1903-1988), fils du précédent : fondateur de la société MATRA.
- Willy Mabrut, docteur, ancien maire SFIO de Bourg-Lastic (1945-1971), conseiller général (1950-1967), chef civil de la résistance locale sous le pseudonyme "Tonton". Le collège de la localité porte son nom.